# Augochlora atlantica
Augochlora atlantica is een vliesvleugelig insect uit de familie Halictidae. De wetenschappelijke naam van de soort werd voor het eerst geldig gepubliceerd in 2020 door Lepeco en Gonçalves.